# Jack Larson
Jack Edward Larson (Los Angeles, 8 febbraio 1928 – Brentwood, 20 settembre 2015) è stato un attore e produttore cinematografico statunitense.

## Filmografia parziale

### Attore
Cinema
- Falchi in picchiata (Fighter Squadron), regia di Raoul Walsh (1948)
- Redwood Forest Trail, regia di Philip Ford (1950)
- Voglia di vita (On the Loose), regia di Charles Lederer (1951)
- Kid Monk Baroni, regia di Harold D. Schuster (1952)
- Uragano su Yalù (Battle Zone), regia di Lesley Selander (1952)
- Star of Texas, regia di Thomas Carr (1953)
- Addio signora Leslie (About Mrs. Leslie), regia di Daniel Mann (1954)
- Johnny Trouble, regia di John H. Auer (1957)
- Superman Returns, regia di Bryan Singer (2006)

Televisione
- Navy Log - 4 episodi (1955-1957)
- Adventures of Superman - 102 episodi (1952-1958)
- Law & Order: Unità Speciale (Law & Order: Special Victims Unit) - un episodio (2010)

### Produttore
- A.A.A. Ragazza affittasi per fare bambino (The Baby Maker) (1970)
- L'assassinio di Mike (Mike's Murder) (1984) - coproduttore
- Perfect (1985) - coproduttore
- Le mille luci di New York (Bright Lights, Big City) (1988) - coproduttore